# Diactis frondifera
Diactis frondifera är en mångfotingart som beskrevs av Loomis 1937. Diactis frondifera ingår i släktet Diactis och familjen Schizopetalidae. Inga underarter finns listade i Catalogue of Life.